# 살롱 키티
《살롱 키티》(Salon Kitty)는 이탈리아, 서독, 프랑스에서 제작된 틴토 브라스 감독의 1976년 드라마 영화이다. Peter Norden의 동명의 소설에 기반을 둔다. 헬무트 베르거 등이 주연으로 출연하였고 에르마노 도나티 등이 제작에 참여하였다.

## 출연

### 주연
- 헬무트 베르거
- 잉그리드 서린

### 조연
- 테레사 앤 사보이

## 기타
- 프로듀서: 칼라 시프리아니
- 미술: 켄 애덤
- 의상: 조스트 야곱
- 의상: 우고 페리콜리